# Grand Prix de Plumelec-Morbihan 2009
La Grand Prix de Plumelec-Morbihan 2009, trentatreesima edizione della corsa e valida come evento dell'UCI Europe Tour 2009 categoria 1.1, si svolse il 30 maggio 2009 su un percorso totale di 180 km.. Fu vinta dal francese Jérémie Galland che giunse al traguardo con il tempo di 4h24'50", alla media di 40,78 km/h.
Al traguardo 80 ciclisti portarono a termine il percorso.

## Ordine d'arrivo (Top 10)
| Pos. | Corridore         | Squadra       | Tempo    |
| ---- | ----------------- | ------------- | -------- |
| 1    | Jérémie Galland   | Besson Chaus. | 4h24'50" |
| 2    | Mickael Larpe     | Roubaix       | s.t.     |
| 3    | Blel Kadri        | AG2R La Mond. | s.t.     |
| 4    | Lilian Jégou      | Bretagne      | s.t.     |
| 5    | Arnaud Gérard     | F. des Jeux   | s.t.     |
| 6    | Cyril Gautier     | Bouygues Tel. | s.t.     |
| 7    | Rinaldo Nocentini | AG2R La Mond. | a 33"    |
| 8    | Diego Tamayo      | Carmiooro     | s.t.     |
| 9    | Nicolas Vogondy   | Agritubel     | s.t.     |
| 10   | Rémi Pauriol      | Cofidis       | s.t.     |